# Massimo Colaci
Massimo Colaci (Gagliano del Capo, 21 de fevereiro de 1985) é um jogador de voleibol italiano que atua na posição de líbero. 

## Carreira
Membro da seleção italiana de voleibol masculino, conquistou a segunda posição na Copa do Mundo de 201 e o terceiro lugar no Campeonato Europeu, no mesmo ano.
Em 2016, representou seu país nos Jogos Olímpicos de Verão no Rio de Janeiro.

## Títulos
Trentino Volley
- Mundial de Clubes: 2010, 2011, 2012
- Liga dos Campeões: 2010–11
- Campeonato Italiano: 2010–11, 2012–13, 2014–15
- Copa Itália: 2011–12, 2012–13
- Supercopa Italiana: 2011, 2013

Sir Safety Perugia
- Mundial de Clubes: 2022, 2023
- Campeonato Italiano: 2017–18, 2023–24
- Copa Itália: 2017–18, 2018–19, 2021–22, 2023–24
- Supercopa Italiana: 2017, 2019, 2020, 2022, 2023, 2024

## Clubes
| Anos      | Clube                       |
| --------- | --------------------------- |
| 2005–2007 | Pallavolo Falchi Ugento     |
| 2007–2008 | Famigliulo Corigliano       |
| 2008–2010 | Marmi Lanza Verona          |
| 2010–2017 | Diatec Trentino             |
| 2017–     | Sir Safety Susa Vim Perugia |